# Para Para
Para Para (jap. パラパラ) ist ein in den 1980er Jahren in Japan entstandener schneller Tanzstil, der vor allem bei Jugendlichen in Asien und Amerika beliebt ist.
Para Para ist ein Gruppentanz, bei dem die Teilnehmer zur gleichnamigen Para-Para-Musik als Einzeltänzer synchron vorab festgelegte Bewegungsabläufe durchführen. Dabei überwiegen Armbewegungen, aber auch längere Schrittfolgen sind möglich.

## Ursprung und Bedeutung
Die Para-Para-Musik entwickelte sich in den 1980er Jahren in Japan aus dem Eurobeat (italienische Disco-Musik).
Anfang der 1990er Jahre kaufte die japanische Plattenfirma Avex die Rechte an Eurobeat und startete die Reihe Super Eurobeat, deren inzwischen 250 CDs regelmäßig die japanischen Charts anführen.
Vor allem in japanischen Discos, die dem Para Para zunächst kritisch gegenüberstanden, finden regelmäßig Para-Para-Veranstaltungen statt.

## Gruppen und Lieder
Bekannte Para-Para-Gruppen:

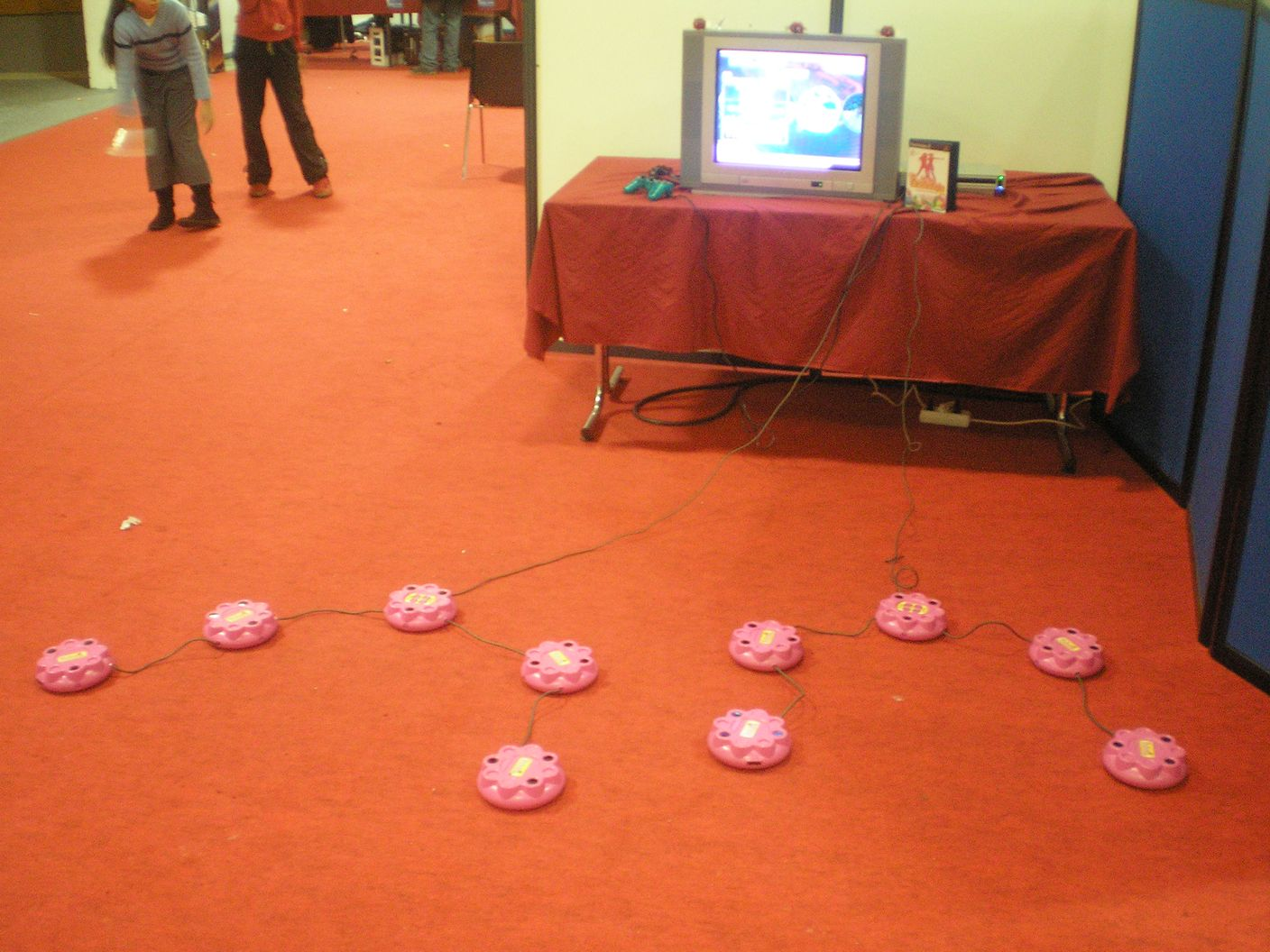
Tanz-Controller für das Computerspiel „Para Para Paradise“

- Para Para All Stars: Eine professionelle Para-Para-Gruppe, die 1999 von AVEX ins Leben gerufen wurde und unter dem Namen Para Para Paradise regelmäßig CDs und DVDs veröffentlicht. Das gleichnamige PlayStation-2-Spiel war ein großer Erfolg.
- Anipara Kids: Eine Band, die bekannte Anime-Songs im Para-Para-Stil neu bearbeitet.
- Initial D: Eine Anime-Serie, deren Para-Para-ähnlicher Soundtrack bei Para-Para-Gruppen besonders beliebt ist.

Bekannte Para-Para-Lieder:
- Trauma von Ayumi Hamasaki
- Try Me von Namie Amuro
- Tora Tora Tora von MAX
- Night of Fire von Niko (aus Initial D)
- Mickey Mouse March im Auftrag von Tokyo Disney Resort
- King Kong von Shanadoo. Die Single enthält auch eine Tanzanleitung.

In dem 2001 entstandenen Film Para Para Sakura findet ein farbenblinder Tanzlehrer aus Hongkong (gespielt von Aaron Kwok) seine wahre Liebe und begleitet sie nach Japan.